# Alcides Ghiggia
Alcides Edgardo Ghiggia (22. prosince 1926, Montevideo – 16. července 2015) byl uruguaysko-italský fotbalista. Reprezentoval jak rodnou Uruguay, tak Itálii, kam přesídlil. Hrával na pozici útočníka.
S uruguayskou reprezentací vyhrál mistrovství světa roku 1950. Ve finále na stadionu Maracaná vstřelil vítězný gól na konečných 2:1 proti Brazílii, pro ni znamenal výsledek domácí potupu. Na tomto šampionátu byl federací FIFA zařazen i do all-stars týmu. Celkem za národní uruguayský tým odehrál 12 utkání, v nichž vstřelil 4 góly.
Za Itálii nastoupil pětkrát a jednou skóroval.
S Peñarolem Montevideo se stal třikrát mistrem Uruguaye (1949, 1951, 1953), s AC Milán jednou dobyl titul italský (1961/62). S AS Řím vybojoval v sezóně 1960/61 Veletržní pohár, předchůdce Poháru UEFA.